# Architecture néo-traditionnelle

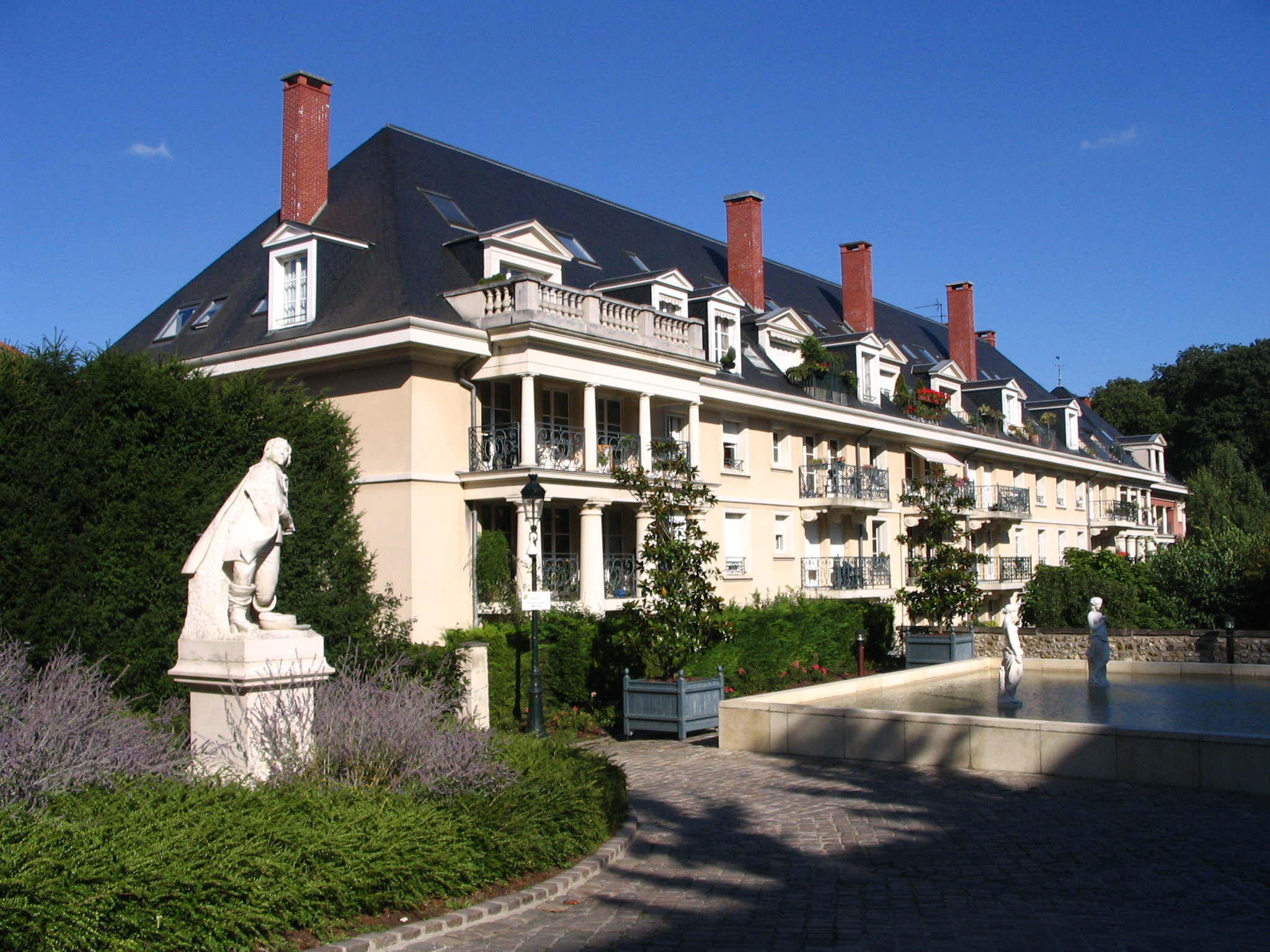
Exemple d'architecture néo-traditionnelle au Plessis-Robinson.

L’architecture néo-traditionnelle ou revivaliste est une architecture reprenant les modèles de constructions traditionnelles en les combinant avec des techniques de construction et des aménagements modernes (parking, ascenseur, etc.), l'architecture néo-traditionnelle se démarque du nouvel urbanisme par le fait que le nouvel urbanisme s'inspire de l'architecture traditionnelle tout en la modifiant, alors que l'architecture néo-traditionnelle copie celle-ci ou la pastiche en l'accommodant sans pour autant modifier son aspect visuel, mais n'utilisant pas forcément les techniques et matériaux traditionnels. En ce sens, elle est proche du mouvement régionaliste en vogue au début du XXe siècle.
Le style néo-traditionnel est aussi à distinguer du style purement traditionnel, qui lui re-crée un bâtiment de façon traditionnelle avec les mêmes méthodes et matériaux.
L'un des moyens les plus simples pour différencier les constructions de type néo-traditionnel des constructions traditionnelles pures, est de vérifier l'ossature de celle-ci, si le bâtiment est fait de béton moderne puis recouvert de pierres taillées alors il s'agit d'une structure néo-traditionnelle, alors que si le bâtiment a une ossature faite de matériaux traditionnels il s'agit d'un bâtiment traditionnel.

## Villes ou quartiers de type néo-traditionnels
- Alençon (France)
- Bakou ville blanche est l'un des plus grands projets néo-traditionnels au monde, recréant un énorme quartier parisien avec des immeubles de type neo-haussmannien[1],[2]. (Azerbaïdjan)
- Bussy-Saint-Georges (France)
- Carrières-sous-Poissy (France)
- Charenton-le-Pont (France)
- Jakriborg (Suède)[3]
- Kentlands quartier de ville de Gaithersburg (États-Unis)[4]
- Krasnoïarsk se lance sur un style purement néo-traditionnel depuis le début des années 2000.
- Nansledan, quartier de Newquay (Royaume-Uni)[5],[6]
- Nanterre (France)
- Noisy-le-Grand (France)
- Le Plessis-Robinson (Hauts-de-Seine, France) : modèle en la matière ayant lancé une vague néo-traditionnelle dans toute l'Europe, avec son quartier « cœur de ville » conçu par l'architecte français François Spoerry. Depuis les années 1990, la municipalité rénove les barres HLM en style néo-haussmannien ou les remplace par des bâtiments de type néo-traditionnel[7],[8].
- Port Grimaud (Var, France): cité lacustre conçue également par François Spoerry, construite entre 1966 et les années 2000.
- Puteaux (Hauts-de-Seine, France), ZAC des Bergères
- Poundbury quartier de Dorchester (Royaume-Uni)
- Saint-Cyr-l'École (France)
- Saint-Maurice (Val-de-Marne) (France)
- Tor Bella Monaca, Rome (Italie) Remplacent les barres d'HLM par des bâtiments de type traditionnel [9],[10]
- Tregunnel Hill, quartier de Newquay (Royaume-Uni)[11],[12]
- Val d'Europe (France)
- Vauréal, Cœur de Ville de type néo-traditionnelle (France)

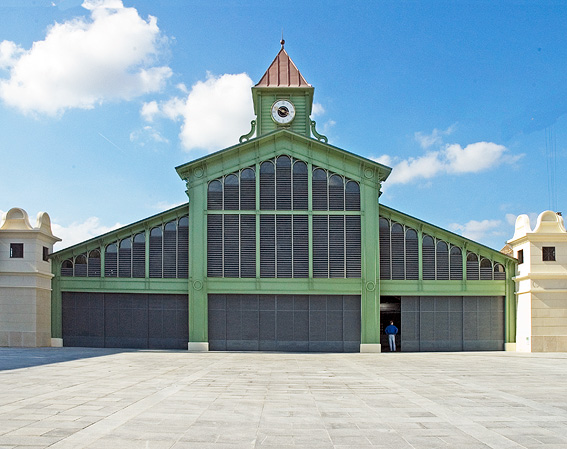
Nouveau marché du Plessis-Robinson.
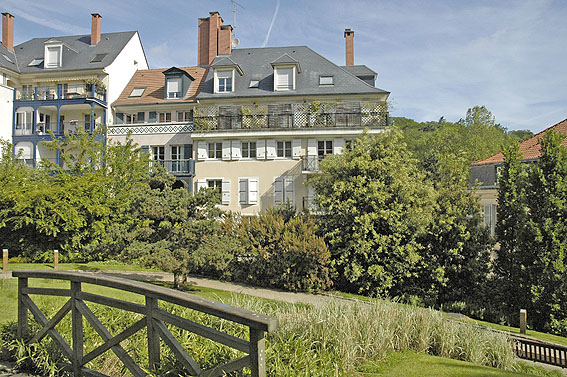
Une partie du Plessis-Robinson montrant les différents styles traditionnels utilisés.

### Copies de ville de style néo-traditionnel
- Hangzhou (quartier de Tiandu Cheng) (Chine) : copie d'un quartier parisien et de la tour Eiffel[13].
- Anting (Chine) (en) dans la banlieue de Shanghai, copie d'une ville hollandaise avec ses moulins (taux d’occupation ne dépassant pas 20%)[14]
- Gaoqiao (en) aussi dans la banlieue de Shanghai, copie d'une ville hollandaise.
- Luodian ville d'inspiration Suédoise au nord de Shanghai (ville de 30 000 résidents, terminé en 2004).
- Hallstatt (Chine) (en) : copie, supposée exacte de la ville autrichienne de Hallstatt[15].
- Solvang (Californie) : reproduction d'une ville danoise en Californie.
- Manhattan (Chine) : prévue pour le courant de 2019, est une réplique du célèbre quartier new-yorkais et sera construite à Tianjin (Chine).
- Thames Town ou "petite Londres" est une copie chinoise d'une ville anglaise typique dans le district de Songjiang, à Shanghai[16],[17].

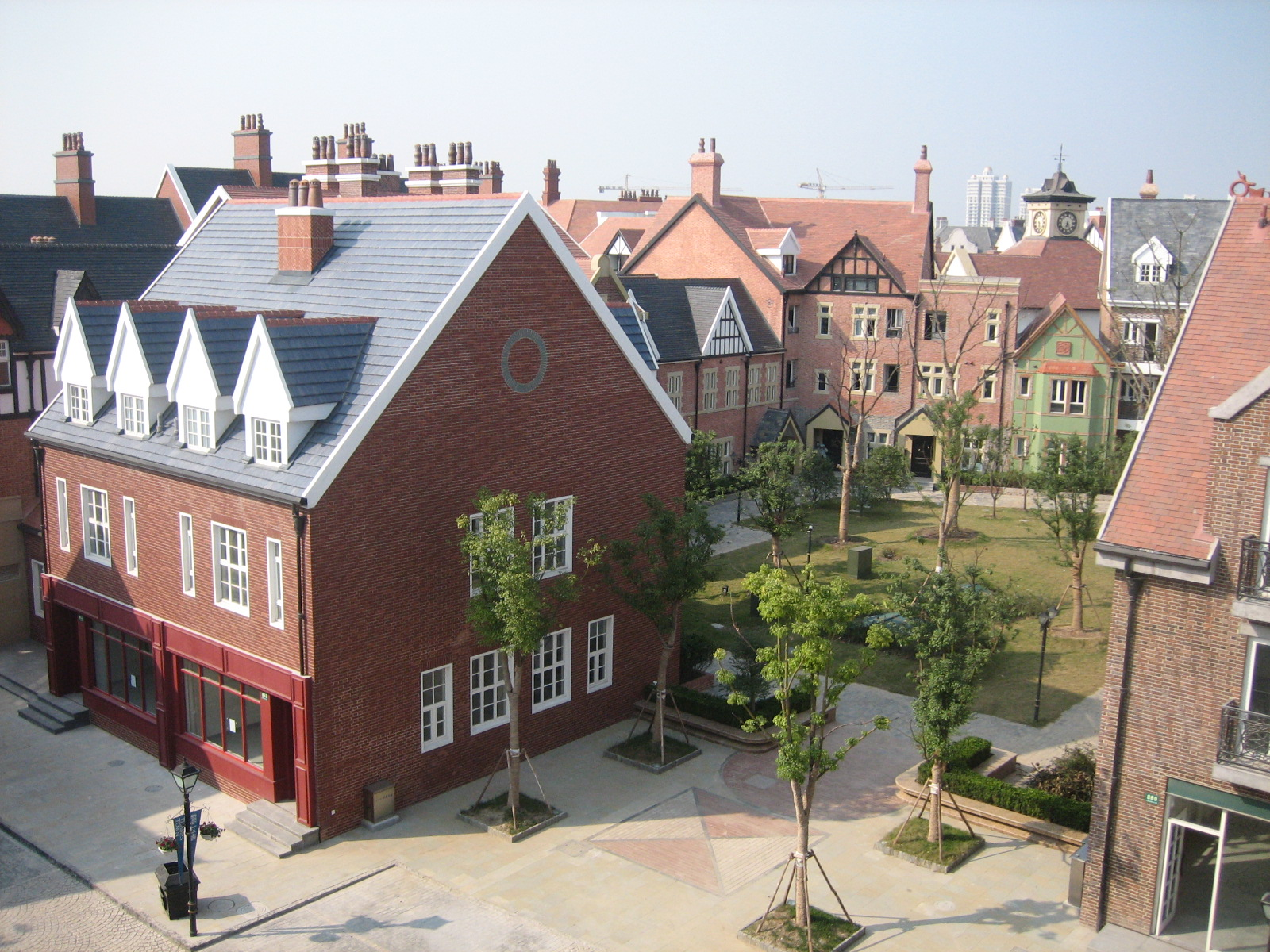
Thames Town, réplique chinoise d'une ville anglaise.

## Bâtiments de type néo-traditionnel
- Complexe de l'administration de l'agriculture du Kazakhstan (terminé en 2010)[18]
- Sanctuaire de la Vérité ou Wang Boran (débuté en 1981 et fin prévue en 2025)[19]
- Schermerhorn Symphony Center de Nashville dans le Tennessee (débuté en 2003 et terminé en 2009)[20]
- Place de Toscane (Val d'Europe, terminé en 2006)[21]
- Basilique Notre-Dame de Licheń (construite entre 1994 et 2004)

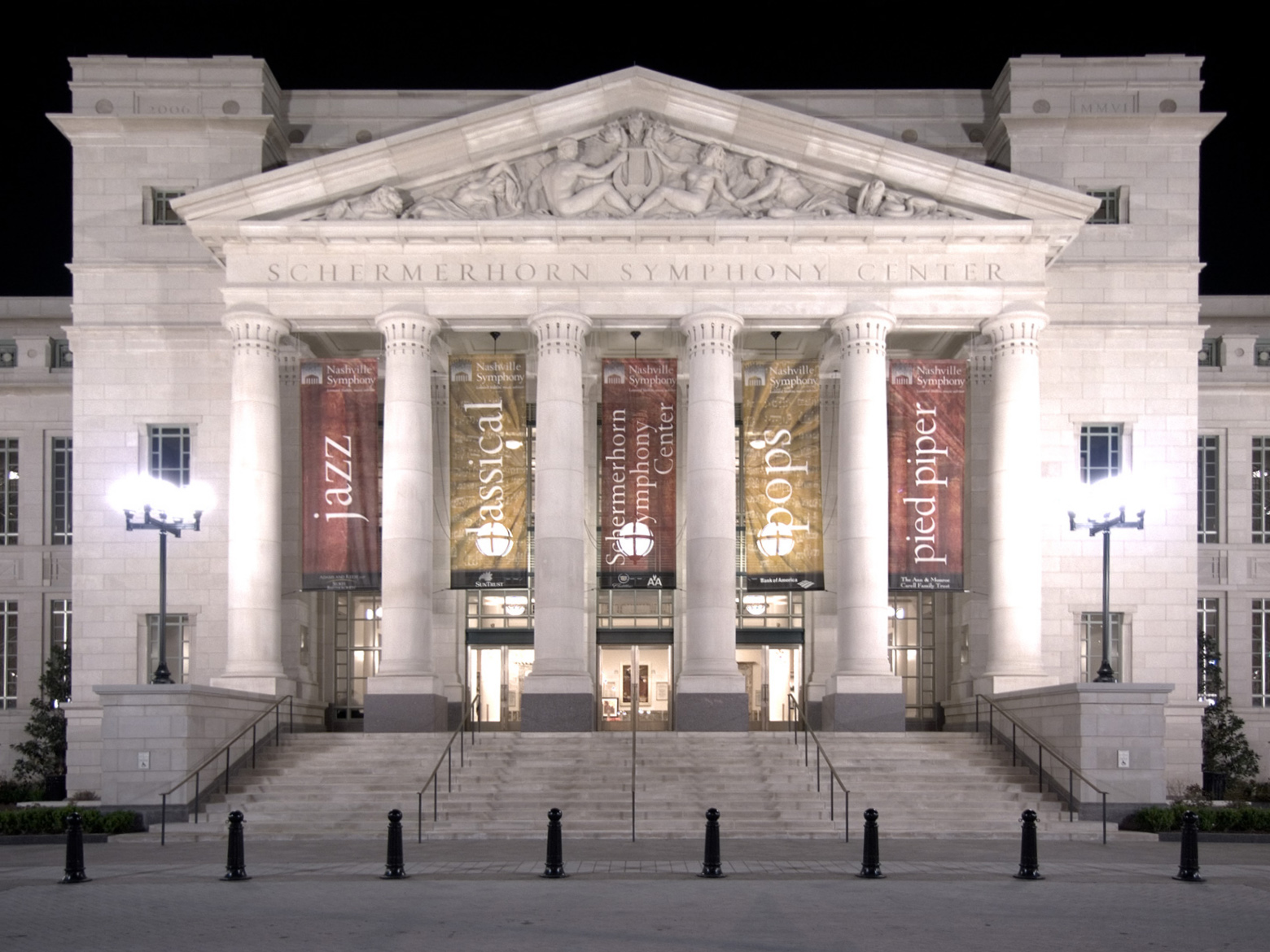
Le Schermerhorn Symphony Center à Nashville dans le Tennessee, construit en 2005.
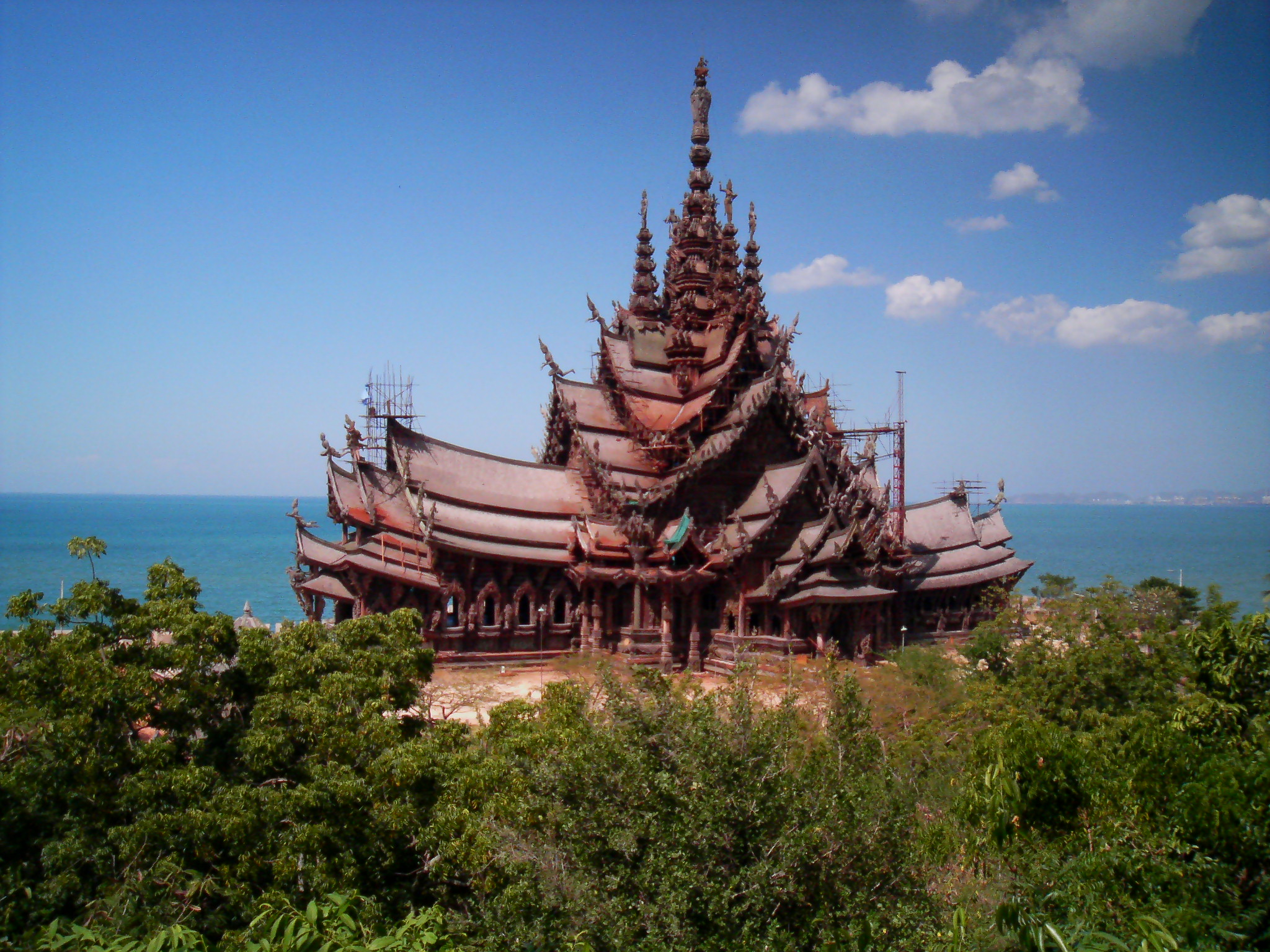
Sanctuaire de la Vérité en Thaïlande.
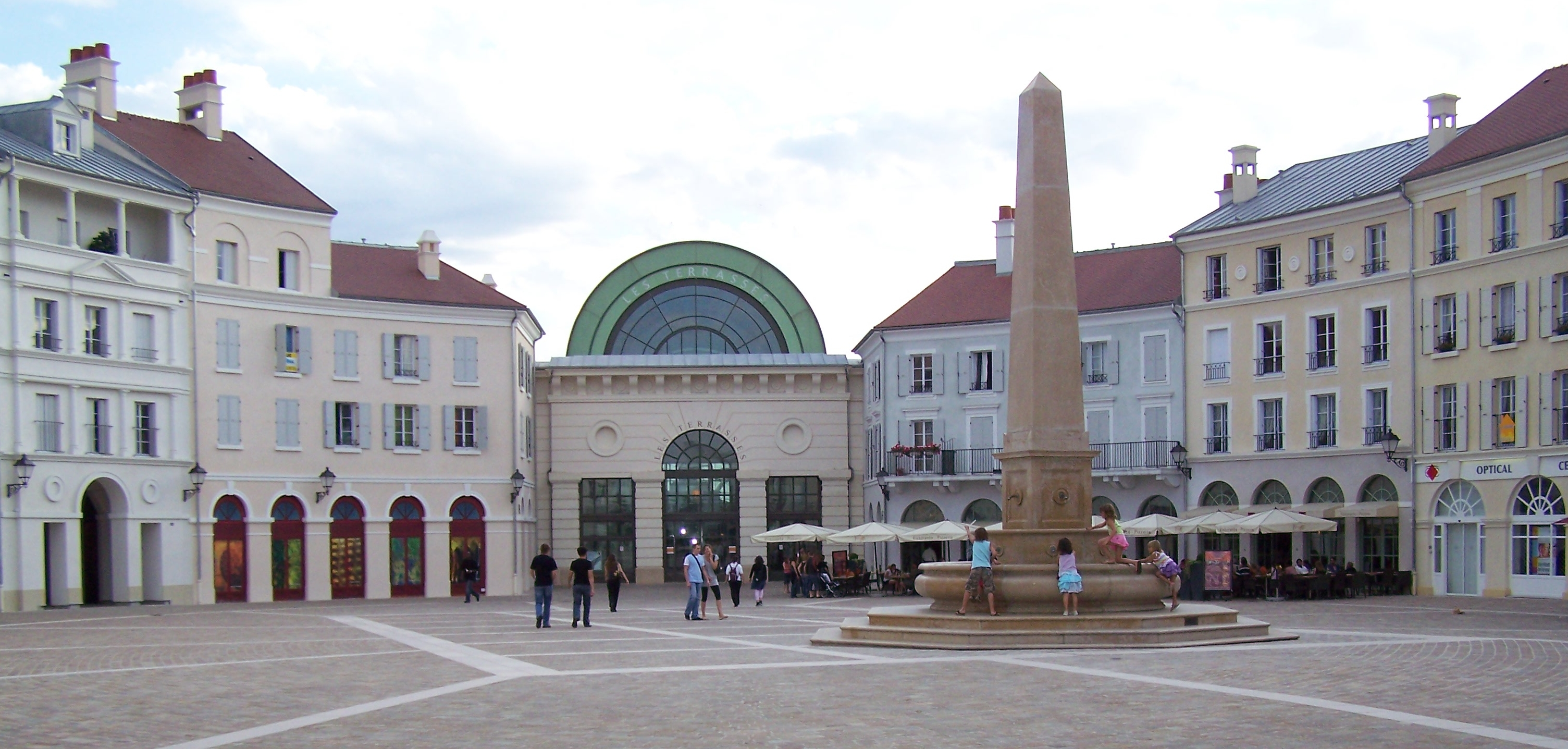
La place de Toscane au Val d'Europe.

## Néo-normand
L'architecture néo-normande est un style de villas créé selon Claude Mignot par Jacques Baumier à Houlgate dans la seconde moitié du XIXe siècle. Forme normande du régionalisme, elle se caractérise par des bâtiments construits à partir d'une structure à pan de bois traditionnelle, mais avec des matériaux modernes.
Deauville est précurseur dans le style néo-normand et réalise de plus en plus de bâtiments dans ce style depuis les années 2000.

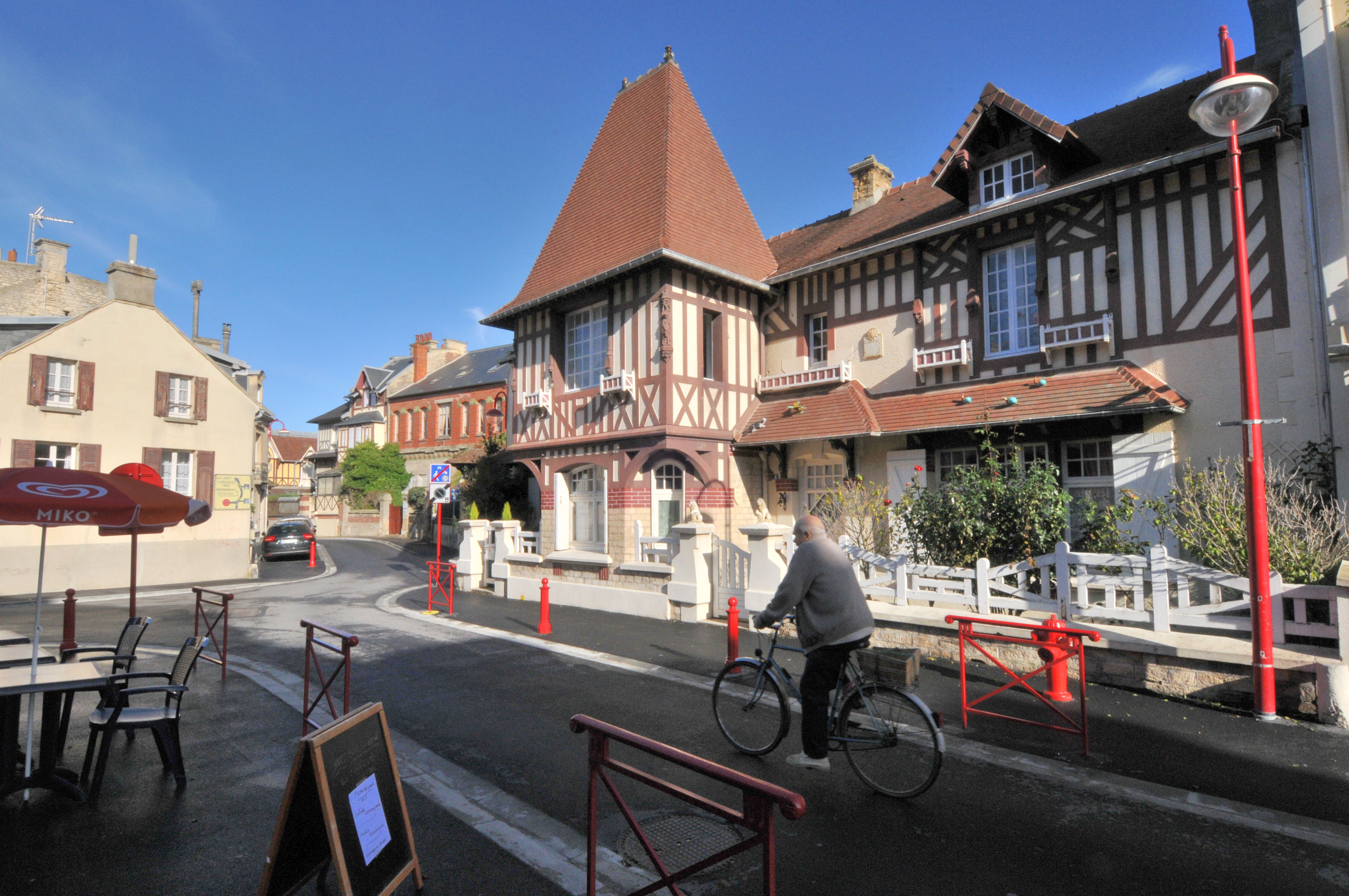
Lion-sur-Mer.
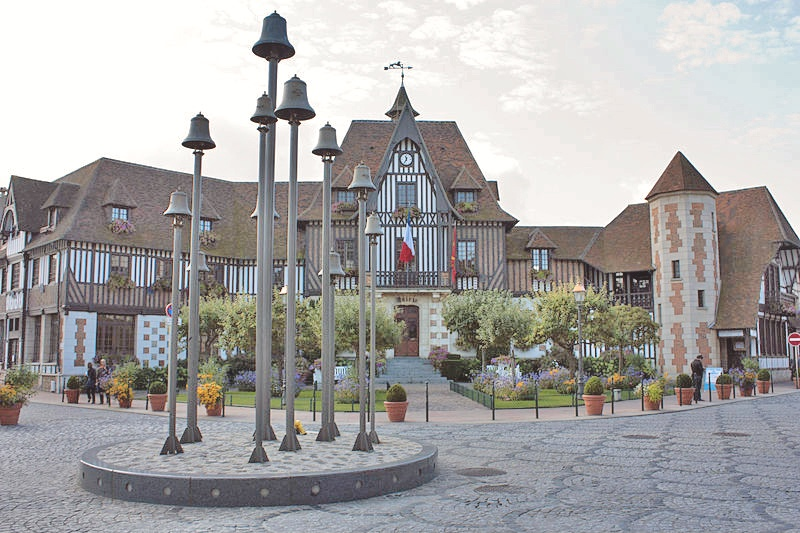
La mairie et le carillon de Deauville.
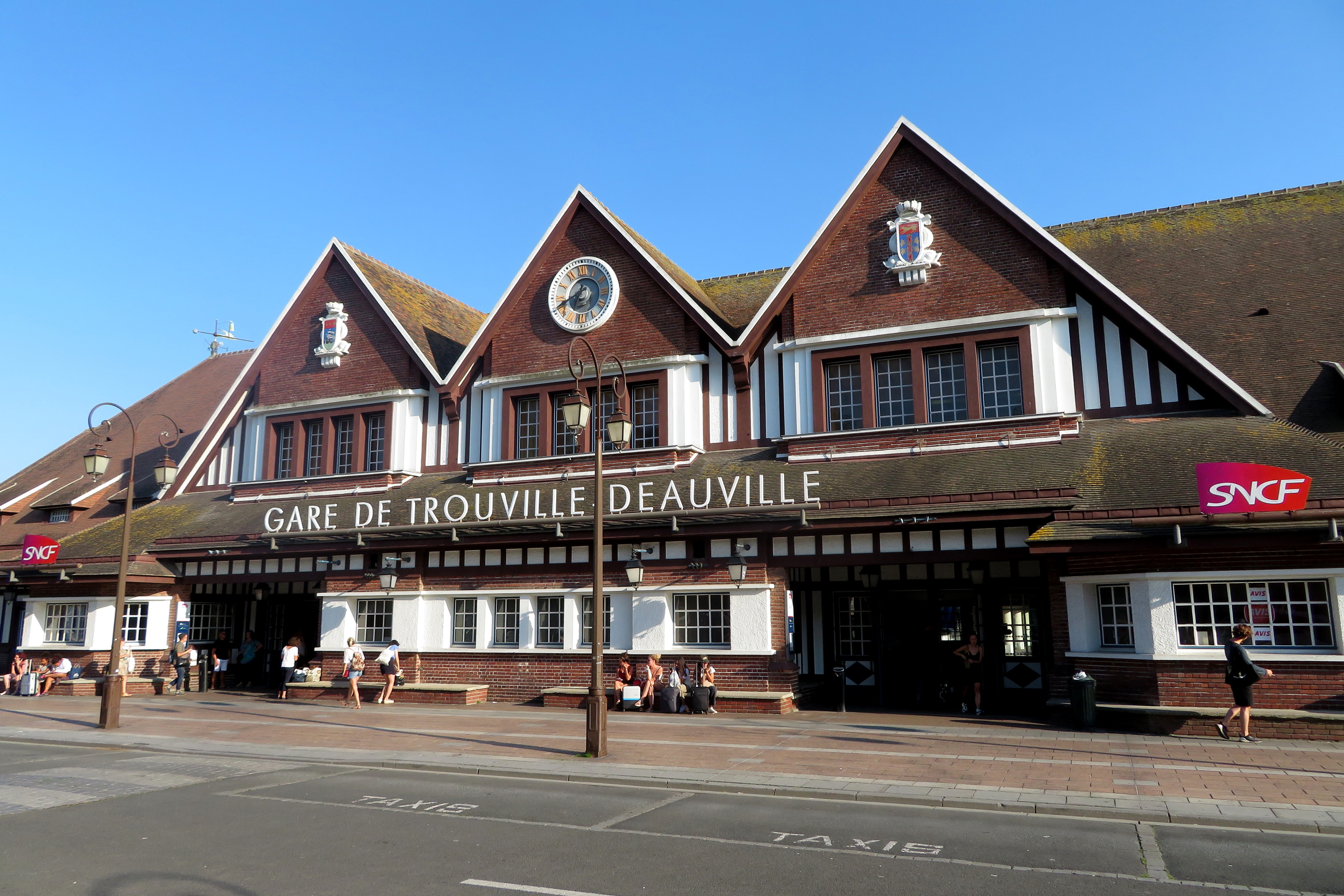
La gare de Trouville - Deauville.
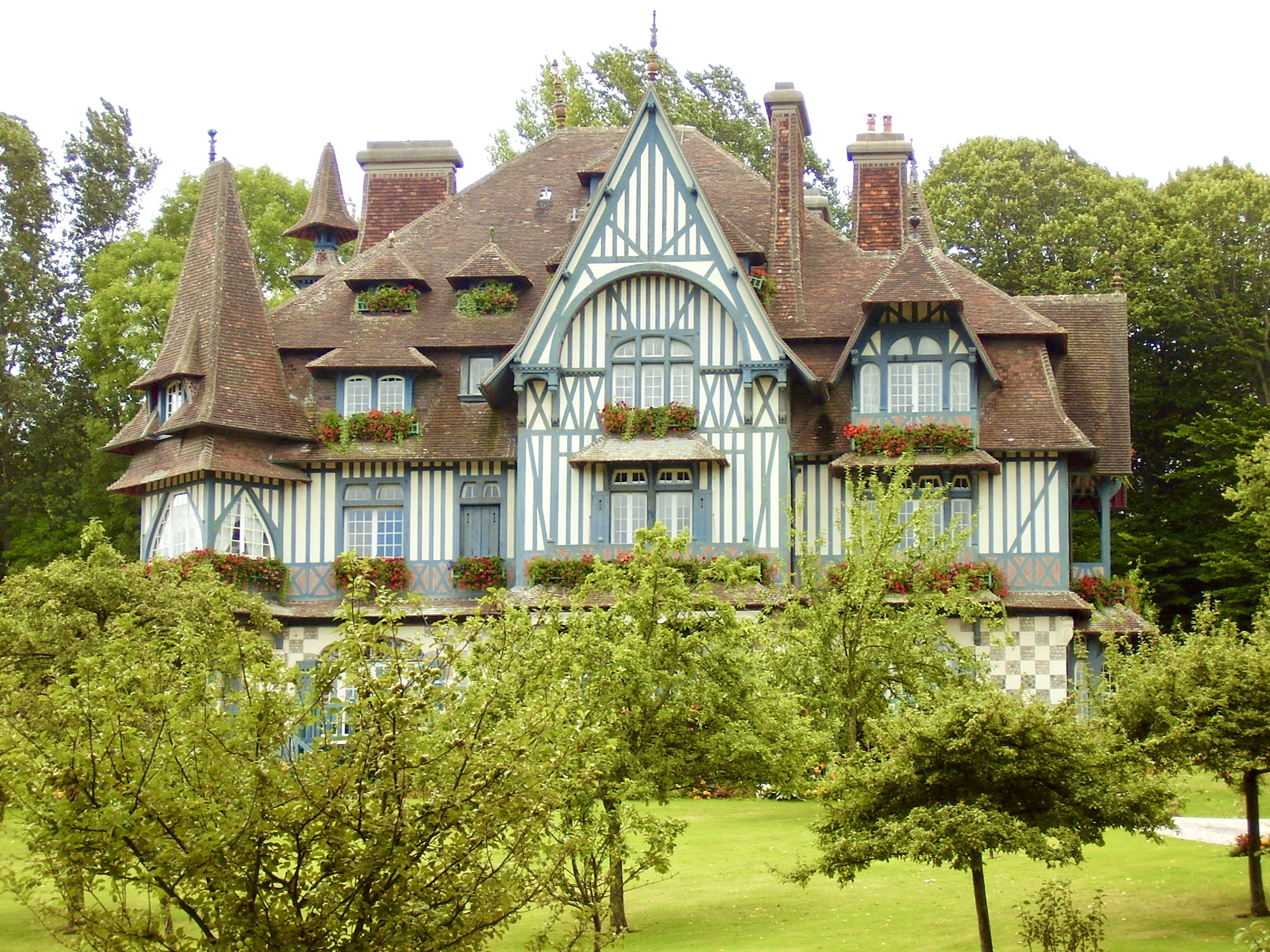
La villa Strassburger à Deauville.
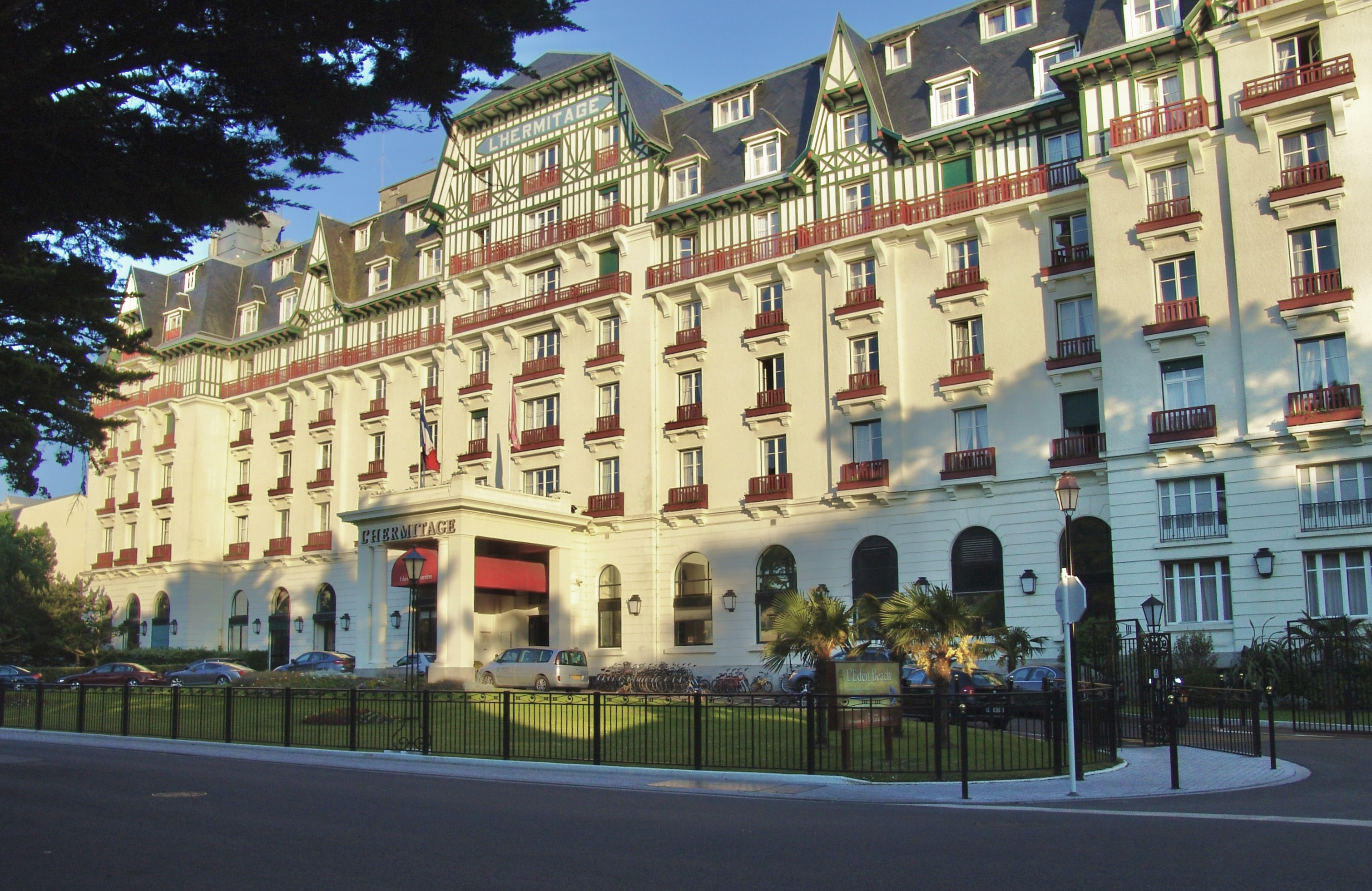
L’Hôtel Hermitage de La Baule.
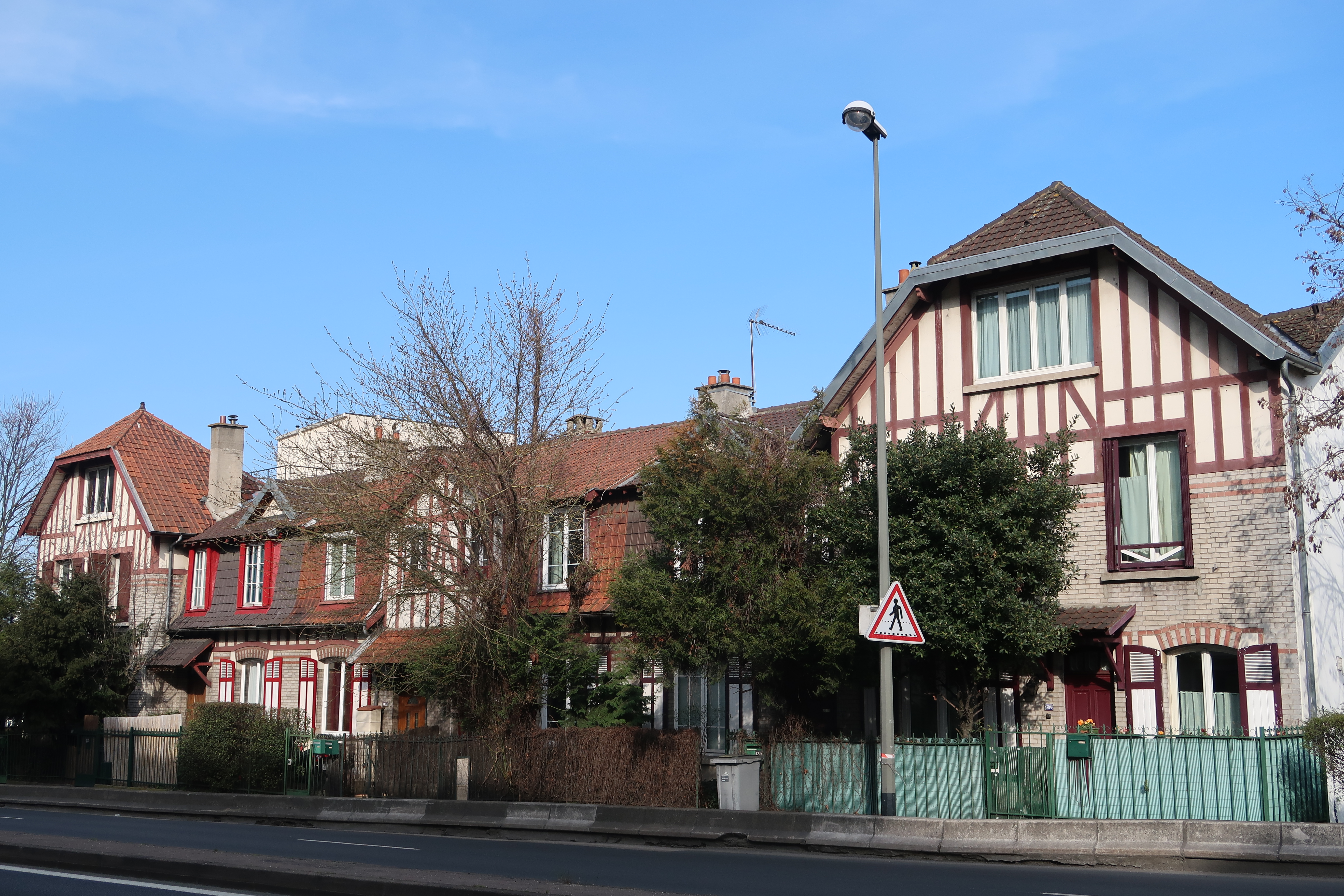
Maisons de style néo-normand à Suresnes dans les Hauts-de-Seine.

## Néo-haussmannien
Le style néo-haussmannien est né dans le début des années 1990, reprenant le style haussmannien, alors arrêté après la Seconde Guerre mondiale pour un style plus au profit des idées de Le Corbusier, en abandonnant l’alignement sur rue, la limitation du gabarit, la rue elle-même et engendrant la création de grands ensembles et ainsi l'annulation des lois d'esthétiques de la capitale.
Ce système est très vite remis en cause durant les années 1970, mais il a fallu attendre les années 1990 pour voir émerger le style Néo-Haussmannien, style architectural qui prend de plus en plus d'ampleur, à un tel point que de plus en plus de grands ensembles sont détruits pour faire place à des bâtiments de style néo-haussmannien, des villes comme Le Plessis-Robinson ont même décidé de réinstaurer les règles d'esthétique et de remplacer un maximum de leurs villes dans ce style. D'autres exemples sont entre autres Issy-les-Moulineaux ou Puteaux, qui construisent des quartiers qui revendiquent le style néo-haussmannien jusque dans leur nom (« Quartier haussmannien »). 
Ces quartiers sont des copies de l’architecture post-haussmannienne du début du XXe siècle avec ses fenêtres arquées et ses loggias.

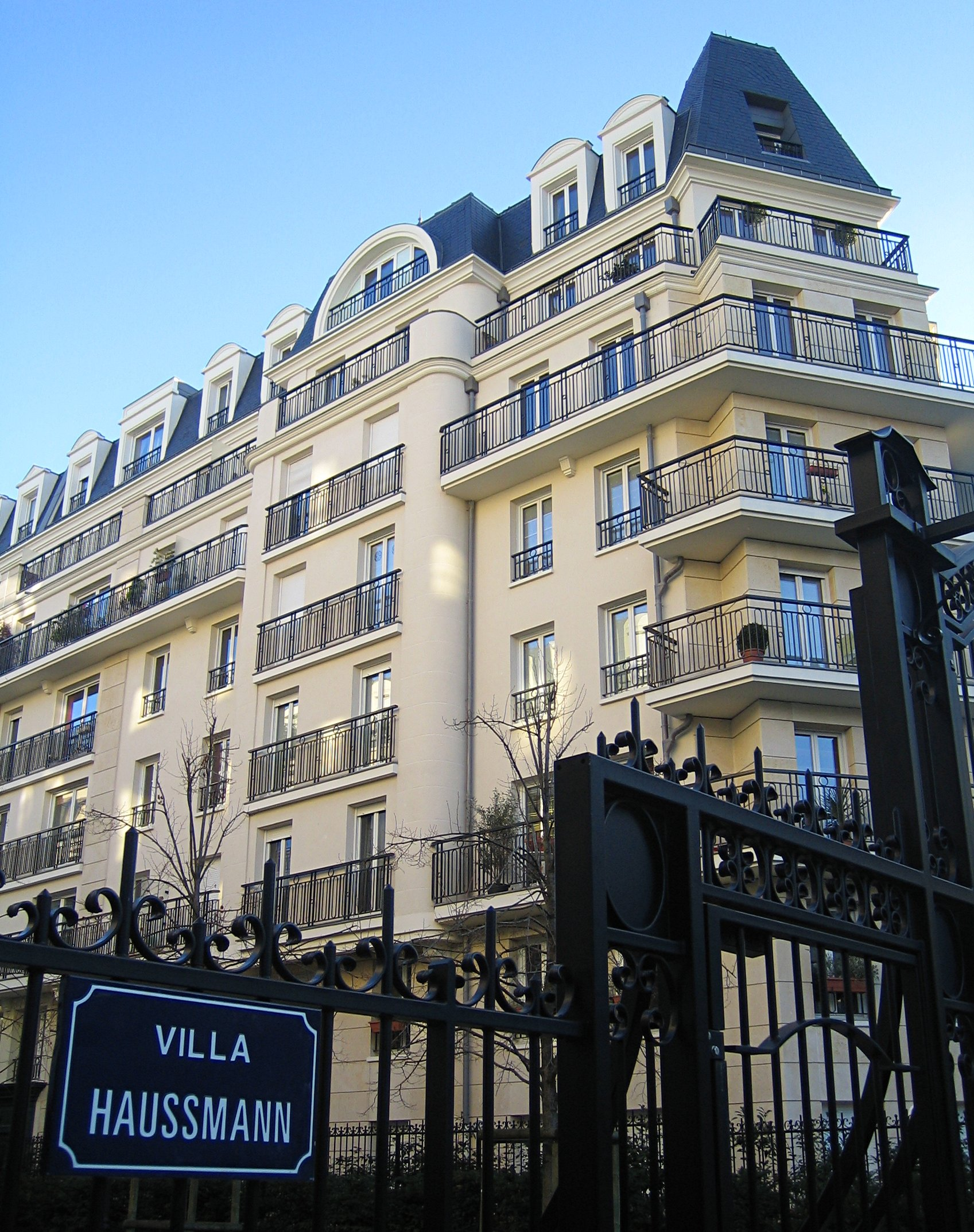
Bâtiment de type néo-haussmannien à Issy-les-Moulineaux.
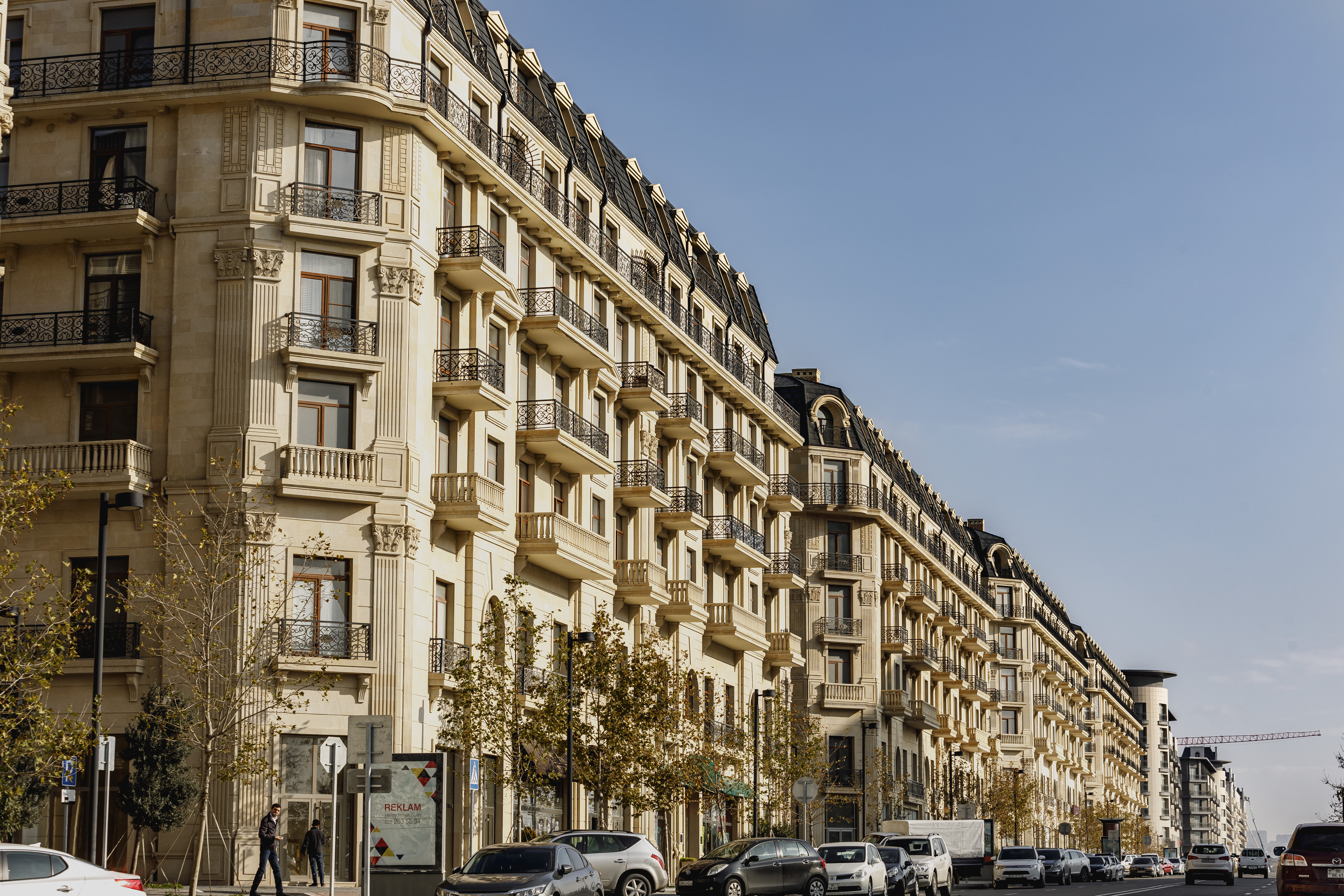
Bâtiment de type néo-haussmannien en construction à Bakou en Azerbaïdjan, faisant partie du projet Bakou ville blanche.

## Architecture néo-byzantine
L'architecture néo-byzantine est un style architectural de la deuxième moitié du XIXe siècle et du début du XXe siècle. Elle fut employée notamment dans les édifices publics et religieux. L'architecture néo-byzantine intègre des éléments de l'architecture byzantine associés à des éléments empruntés à l'architecture chrétienne médiévale de l'Europe de l'Est, notamment orthodoxe, telle qu'elle s'est développée à Constantinople et, plus généralement, dans l'Empire byzantin entre les Ve et XIe siècles.
Ce style se caractérise par l'emploi d'arcades et de voûtes en plein-cintre et de dômes ; il recourt à la brique, au stuc et, dans la décoration, à la mosaïque.

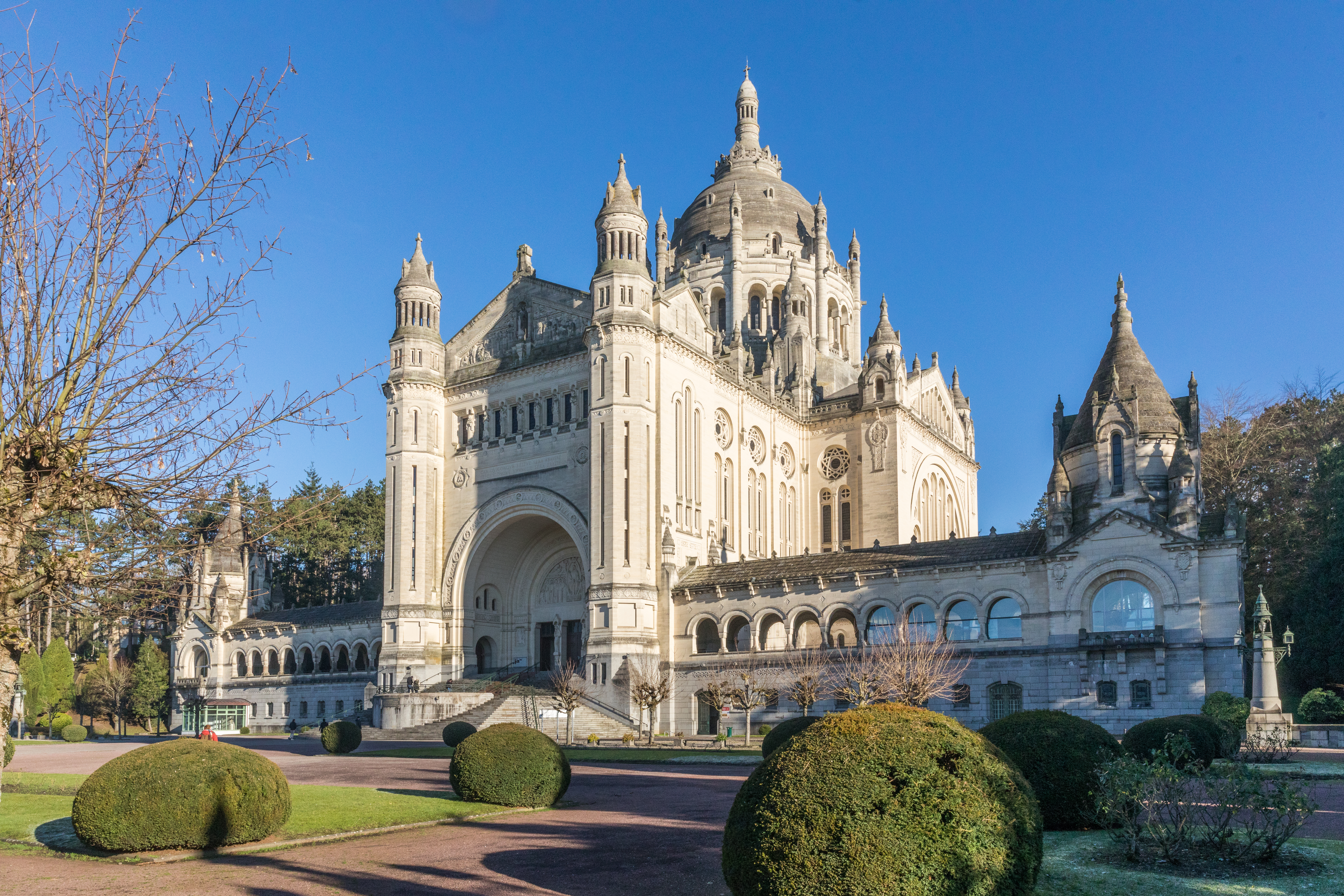
La basilique de Lisieux.
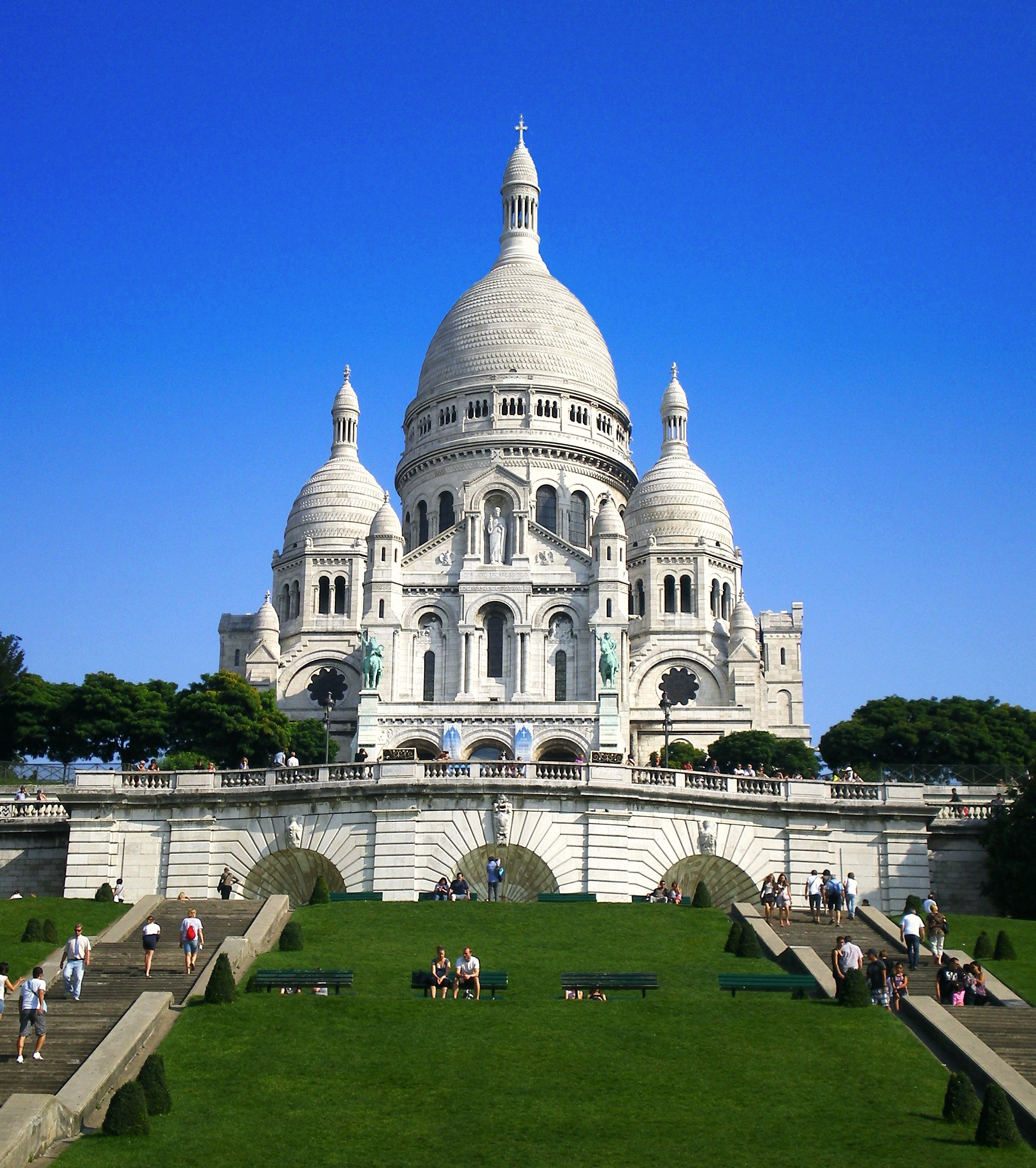
L’église du Sacré-Cœur de Paris.

## Architecture néo-gothique
Le style néogothique est un style architectural né au milieu du XVIIIe siècle en Angleterre. Au XIXe siècle, des styles néogothiques de plus en plus rigoureux et documentés ont visé à faire revivre des formes médiévales qui contrastaient avec les styles classiques dominants à l'époque. Le mouvement néogothique (autrement appelé « Renaissance gothique », sur le modèle du Gothic Revival anglais) a eu une influence importante en Europe et en Amérique du Nord, et il y a peut-être eu davantage d'architecture gothique qui a été construite durant les XIXe et XXe siècles qu'il n'y en a eu à la fin du Moyen Âge et au début de la Renaissance.

## Architecture néo-mauresque
L'architecture néo-mauresque, ou renaissance mauresque, est l'un des styles architecturaux exotiques renaissants qui furent adoptés au XIXe siècle par des architectes européens et américains dans la vague de la fascination romantique occidentale pour les arts orientaux très présente à l'époque. L'architecture néo-mauresque utilisait des ornements décoratifs inspirés de motifs datant d'avant les époques classique et gothique. Le style atteignit le sommet de sa popularité au milieu du XIXe siècle. Peu de distinctions furent faites, autant en Europe qu'en Amérique, entre les éléments tirés de la Turquie ottomane et ceux provenant d'Andalousie.

## Néo-mudéjar
Le Néo-mudéjar est un style artistique et architectural qui s'est développé principalement dans la Péninsule Ibérique à la fin du XIXe siècle et au début du XXe siècle (d'environ 1860 à 1925, plus précisément). Il fait partie des courants orientalistes de l'architecture historiciste dominant en Europe à cette époque. Le nouveau style fut utilisé particulièrement pour des constructions de caractère festif et de loisir, comme des salons de fumeurs, des casinos, des gares, des arènes ou des saunas.

## Neoégyptien

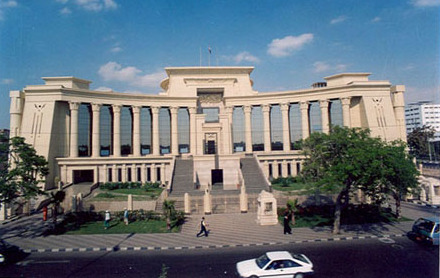
Haute Cour constitutionnelle (Égypte) : architecture neoégyptienne.

Le style neoégyptien, n'est pas exactement la même chose que le style éclectique égyptien mais s'en rapproche.
L'Éclectisme égyptien, (ou style éclectique égyptien) est un style architectural, apparaissant à l'origine comme une variation de l'éclectisme, et qui fait référence aux motifs et à l'imagerie de l'Égypte ancienne. Il offre des exemples concrets de l'image mouvante de l'Égypte dans l'imagination européenne. En partie à cause de son association avec le culte de la mort dans l'ancienne Égypte, et en partie parce que, à la différence du renouveau grec, ses valeurs morales et politiques ne viennent pas des Lumières ou d'un lieu d'origine pouvant être perçu comme égalitaire telle la culture aristocratique littéraire ou la démocratie, le goût pour l'éclectisme égyptien n'a jamais été très populaire ; néanmoins, il a laissé sa marque en Europe et en Amérique du Nord.

## Néoclassique
L’architecture néoclassique est une période architecturale procédant du néoclassicisme de la seconde moitié du XVIIIe siècle et du début du XIXe siècle. Succédant au classicisme, à l’architecture baroque et rococo, l'architecture néoclassique utilise les éléments gréco-romains (colonnes, fronton, proportions harmonieuses, portique) et se met au service du politique. La découverte et les fouilles de sites de Pompéi et Herculanum remirent au goût du jour les formes antiques. La vogue du romantisme remplaça l'architecture néoclassique avec des réalisations néogothiques dans le courant du XIXe siècle.                                                                      